# Рюрик Ростиславич (князь перемиський)
Рю́рик Ростисла́вич (пом. 1092) — князь Перемишльський (1084-1092). Разом з братами Володарем та Васильком — один із засновників незалежного Галицького князівства.

## Біографія
Мати — Ланка (Ілона), представниця династії Арпадів. 
Після смерті батька Ростислава Володимировича, разом з братами Васильком та Володарем стали князями-вигнанцями, не отримали ніяких уділів. Рюрик перебував на службі у волинського князя Ярополка Ізяславича, і, можливо, тоді увійшов у контакти із верхівкою майбутньої Галицької землі (тоді ще у складі Волинського князівства), яка пам’ятала про незалежні хорватські князівства. У 1084 році за повної підтримки місцевого населення Рюрик захопив Перемишль. Невдовзі до нього приєднались Василько, який став княжити у Теребовлі та Володар — осів у Звенигороді Галицькому. Всеволод Ярославич, великий князь київський, визнав за братами захоплені ними землі.
Невдоволений діями братів, Ярополк Ізяславич розпочав з ними війну. Після невдалої облоги Звенигорода восени 1086 року під час відступу Нерадець, дружинник Ярополка, вбив останнього і втік до Перемишля, що на думку деяких істориків свідчить про можливу роль у цьому вбивстві Рюрика. В 1092 році на Перемишль напали війська угорського короля Ласла I Святого, проте безуспішно. Приблизно в цей час Рюрик помер.

## Родовід
| Попередник Не було |  | Князь перемиський 1084-1092 |  | Наступник Володар Ростиславич |